# Cimetière Lafayette no 1
Le Cimetière Lafayette n ° 1 est un cimetière historique situé dans le quartier Garden District de la Nouvelle-Orléans, en Louisiane. Fondé en 1833 et toujours utilisé aujourd'hui, le cimetière tire son nom de son emplacement dans ce qui était autrefois la ville de Lafayette, une banlieue de la Nouvelle-Orléans qui a été annexée par la plus grande métropole en 1852,. Premier cimetière de la ville, il est remarquable pour la symbolique de ses tombes et mausolées, contenant souvent plusieurs membres d'une famille, et pour sa disposition, un plan cruciforme permettant des processions funéraires.
Confiné dans un seul pâté de maisons, le cimetière contient environ 1 100 caveaux et les restes de 7 000 personnes.

## Préservation
Le cimetière a été inscrit au registre national des lieux historiques le 1er février 1972 pour son importance architecturale et socio-historique.
Le Fonds mondial pour les monuments a placé le cimetière Lafayette n° 1 sur sa liste de surveillance en 1996 en raison de l'état délabré de certaines tombes, et il l'a fait à nouveau en 2006 après que l'ouragan Katrina a endommagé une grande partie du cimetière. Le Fonds s'est ensuite associé à Save Our Cemeteries, un organisme à but non lucratif axé sur la préservation des cimetières historiques de la Louisiane, et au Preservation Trades Network pour réparer les tombes et restaurer le paysage du cimetière. Save Our Cemeteries continue de défendre les cimetières et d'effectuer des réparations. La ville de la Nouvelle-Orléans a fermé le cimetière en septembre 2019 aux visiteurs. Il n'y a pas de date disponible pour la réouverture.

## Tombes notables
- John Howard Ferguson, défendeur dans l'affaire Plessy c. Ferguson qui a confirmé la constitutionnalité des lois sur la ségrégation raciale dans les établissements publics.
- Harry T. Hays, officier de l'armée américaine servant pendant la guerre américano-mexicaine et général qui a servi dans l'armée confédérée pendant la guerre de Sécession ; chef d'une brigade connue sous le nom de « Louisiana Tigers ».

## Dans la culture populaire

### Littérature
Lors de la promotion de son roman de 1995, Memnoch the Devil, Anne Rice est sortie d'un cercueil après avoir traversé le cimetière. À l'époque, elle vivait dans le Garden District voisin.

### Films et séries télévisées
Les films et séries télévisées tournés dans le cimetière comprennent:
- Cible dure (1993)
- Entretien avec le vampire (1994)
- Double péril (1999)
- Dracula 2000 (2000)
- Deja Vu (2006)
- Jonas Hex (2010)
- Noir et bleu (2019)
- Les originaux
- The Vampire Diaries

### Autre
Des vidéoclips des artistes suivants ont été tournés dans le cimetière:
- LeAnn Rimes
- New Kids On The Block
- Red Dead Redemption 2

## Voir également
- Inventaire et index croisé des plaques et des tombes du cimetière historique de la Nouvelle-Orléans Lafayette # 1